# شغب إنجلترا 2011
أعمال شغب إنجلترا 2011 انطلقت في 6 أغسطس 2011 من توتنهام شمالي لندن وامتدت لتشمل مناطق مختلفة في المملكة المتحدة انحصرت حتى الساعة في إنجلترا. شملت الأحداث اضطرابات عامة وعلى نطاق واسع بما فيها عمليات نهب وهجمات بهدف الحرق العمد والسطو والسرقة وأعمال شغب متفرقة أخرى. سبب الاحتجاجات كان إطلاق النار على مارك دوغان البالغ 29 عامًا من قبل شرطة العاصمة ما أدى إلى مصرعه.
بدأت الأحداث بشكل سلمي، ثم تحولت إلى عمليات الشغب المختلفة التي أفضت أيضًا إلى مواجهات مع الشرطة البريطانية أفضت إلى جرح 111 رجل شرطة شارك في أحداث توتنهام حوالي 200 شخص أغلبهم من الشبّان، وتوسع عدد المشاركين مع توسع رقعة الاحتجاجات وأعمال الشغب، التي أفضت أيضًا حتى 10 أغسطس إلى اعتقال 1100 شخص، وقد استخدمت الشرطة الرصاص المطاطي وخراطيم المياه ضد مثيري الشغب في بعض الحالات.
كاستجابة للحوادث، قطع رئيس الوزراء ديفيد كاميرون ووزيرة داخليته تيزيزا ماي، إلى جانب عمدة لندن بوريس جونسون وزعيم المعارضة إد ميليباند، إجازاتهم الصيفية وعادوا إلى العاصمة، كما تمت دعوة البرلمان البريطاني لعقد جلسة طارئة لمناقشة الأحداث.

## قبل الأحداث

### خلفية
وصفت الإضرابات بأنها "أسوأ اضطرابات من نوعها منذ أعمال الشغب التي حدثت في بريكستون عام 1995"، وأعرب أحد السكان المحليين عن الرأي القائل بأن هذه الاضطرابات نابعة من سوء العلاقة بين الشرطة والجالية السوداء في لندن؛ وكذلك الحال في مدن أخرى، حيث وصفت علاقة الشرطة مع الطبقة العاملة من السكان بالسيئة مثل برمنغهام. وقد شبّه الصحفيون كذلك أعمال الشغب هذه بالأعمال التي شهدتها برودواتر عام 1985 والتي أدت إلى مقتل الضابط البريطاني كيث بليكلوك:Keith Blakelock، وكانت من نتائجها إعادة مراجعة لطريقة تعامل شرطة العاصمة مع المواطنين، وقبيل اندلاع الاحتجاجات في صيف 2011 كانت لندن قد شهدت مظاهرة تطالب شرطة سكوتلاند يارد بالتوقف عن أساليبها العنفية.
كذلك فقد عزا محللون الأسباب التي أدت إلى أعمال الشغب إلى مجموعة من العوامل، بينها ارتفاع معدلات الفقر والبطالة فضلاً عن اتساع الهوة بين الأغنياء والفقراء وانتشار ثقافة العصابات.

### مقتل مارك دوغان
عملية إطلاق النار المميتة من قبل الشرطة على دوغان البالغ من العمر 29 عامًا تمت في 4 أغسطس 2011 فوق أحد جسور حي فيري بجوار محطة هيل توتنهام، وقد أحيل هذا الحادث إلى لجنة شكاوى الشرطة المستقلة، وهو الإجراء المبتع لدى وفاة أي شخص لدى تعامله مع الشرطة. ليس من المعروف حتى الآن سبب محاولة الشرطة اعتقال دوغان، غير أن أغلب المحللين يميلون للقول بأن السبب يعود لتجارة مخدرات غير مشروع، وقال عدد من أصدقاء دوغان أنه تاجر كوكايين وعضو في أحد العصابات، غير أنهم أضافوا أنه لم يكن مسلحًا ساعة إطلاق النار عليه، غير أن فريقًا آخر قال بأنه كان يحمل مسدسًا؛ وقد ذكرت بعض وسائل الإعلام، وقبل انتشار الأحداث، أن دوغان أطلق النار فعليًا على الشرطة، وأن الرصاصة استقرت داخل أحد أجهزة الاتصال اللاسلكي التابعة لها.

### المسيرة السلمية
في 6 أغسطس كان من القرر أن تكون هناك مسيرة سلمية على مزعة برودواتر للتنديد بأعمال الشرطة، وقد نظم الاحتجاج ودعا إليه عدد من أصدقاء وأقارب دوغان، وأضافوا أن من الأسباب الموجبة تقديم طلب من أجل عدالة للأسرة، وقد بلغ عدد المشاركين في هذه المسيرة نحو 200 شخص من السكان المحليين وقادة الجمعيات المحلية وأفراد أسرته. توجهت المسيرة إلى مقر الشرطة، وأقاموا أشبه باعتصام أمام مقرّها، غير أن الشرطة رفضت التحدث معهم، في غضون ذلك وصل حشد أصغر سنًا وأكثر عدوانيًا قبيل الغروب إلى مكان الحدث، وبعضهم كان يحمل أسلحة بيضاء وخفيفة، ومع انتشار إشاعة بأن الشرطة اغتصبت فتاة عمرها 16 عامًا، ثم بدأت أعمال العنف والشغب.

## الأسباب
قدم المحللون والصحفيون عدة عوامل قالوا أنها من العوامل الأساسية والمساهمة في اندلاع هذه الاضطرابات، وهي تشمل ما يلي:
- إطلاق النار من قبل الشرطة على المشتبه به مارك دوغان وقتله.
- التوترات مع الشرطة المحلية.
- ارتفاع معدلات البطالة.
- خفض الخدمات العامة كجزء من خطة التقشف البريطانية.
- الأزمة الاقتصادية العالمية.
- الفقر، والفجوة المتزايدة بين الفقراء والأغنياء.
- انتهازية الشرطة في استخدام صلاحياتها.
- انتشار ثقافة العصابات.
- وذكر مدير الشرطة في ميدلاند أن سلوك مثيري الشغب كان الجشع، وليس الغضب.
- وقال ديفيد كاميرون أن انعدام المسؤولية الاجتماعية، أحد الأسباب التي أدت إلى اندلاع الأحداث.

## ردود أفعال

### دولية
أعلن قائد قوات الباسيج التابعة للحرس الثوري الإيراني محمد رضيا نقدي استعداد قواته لفرض الأمن والاستقرار في بريطانيا، ولتعمل عمل قوات حفظ السلام في حال طلبت ذلك الجمعية العامة للأمم المتحدة، وأعلن أن قواته على استعداد للفصل بين الشرطة والمتظاهرين. وقال أن ما يجري في بريطانيا هو احتجاجات ضد الاستبداد.
وقام ناشطون سوريون بإنشاء صفحة على فيس بوك تحمل اسم ""الله بريطانيا إليزابيث وبس. بريطانيا وطننا وأم تشارلز ملكتنا" وهي شعارات مستلهمة مما يقوله المحتجون السوريون في الاحتجاجات التي تشهدها سوريا في الوقت نفسه.

## انظر ايضًا
- مقتل مارك سوندرز